# Inna Jewsejewa
Inna Mykołajiwna Jewsejewa (ukr. Інна Миколаївна Євсеєва; ur. 14 sierpnia 1964 w Żytomierzu) – ukraińska lekkoatletka specjalizująca się w biegu na 800 metrów. Reprezentowała również Związek Radziecki i Wspólnotę Niepodległych Państw. Dwukrotna olimpijka. 

## Osiągnięcia
- 4. miejsce w finale biegu na 800 metrów na igrzyskach olimpijskich w 1992 w Barcelonie[2]
- 6. miejsce w finale biegu na 800 metrów na igrzyskach olimpijskich w 1988 w Seulu[3]
- srebrny medal w biegu na 800  metrów na halowych mistrzostwach Europy w 1992 w Genui[4]
- złoty medal uniwersjady (Sheffield 1991) w biegu na 800 metrów i srebrny medal w sztafecie 4 × 400 metrów[5][6]
- brązowy medal uniwersjady (Duisburg 1989) w biegu na 800 metrów[5][7]
- mistrzyni Ukrainy w biegu na 800 metrów w 1995[8]
- halowa mistrzyni ZSRR w biegach na 500 metrów i na 800 metrów w 1990[9]

## Rekordy życiowe
- bieg na 800 m – 1:56,0 (Kijów, 25 czerwca 1988)
- bieg na 800 m (hala) – 1:57,23 (Moskwa, 1 lutego 1992)
- bieg na 1000 m (hala) – 2:33,93 (Moskwa, 7 lutego 1992)[10]